# Xiao Qin
Dans ce nom chinois, le nom de famille, Xiao, précède le nom personnel.
Xiao Qin (chinois : 肖钦, né le 21 janvier 1985 à Nankin) est un gymnaste chinois.

## Palmarès

### Jeux olympiques
- Pékin 2008
  -  médaille d'or par équipes
  -  médaille d'or au cheval d'arçons

### Championnats du monde
- Gand 2001
  -  médaille d'argent au cheval d'arçons

- Debrecen 2002
  -  médaille d'argent au cheval d'arçons

- Anaheim 2003
  -  médaille d'or par équipes

- Melbourne 2005
  -  médaille d'or au cheval d'arçons

- Aarhus 2006
  -  médaille d'or par équipes
  -  médaille d'or au cheval d'arçons

- Stuttgart 2007
  -  médaille d'or par équipes
  -  médaille d'or au cheval d'arçons

### Jeux asiatiques
- Doha 2006
  -  médaille d'or au concours par équipes